# Петров, Михаил Захарович
Михаил Захарович Петров (1922—1944) — Герой Советского Союза, командир танковой роты, лейтенант.

## Биография
Михаил Захарович Петров родился на хуторе Советский, ныне посёлок Волгодонский Калачёвского района Волгоградской области, в семье крестьянина. Русский.
Окончил 7 классов школы.
Работал токарем на заводе «Баррикады» в Сталинграде.
В Красной Армии с 1941 года. Окончил Камышинское танковое училище в 1942 году. Член ВКП(б).
На фронте в Великую Отечественную войну с 1943 года. Командир роты 237-й танковой бригады (3-я гвардейская армия, 1-й Украинский фронт) лейтенант Михаил Петров в числе первых 8 августа 1944 года форсировал Вислу. 9 августа 1944 года под городом Тарнув (Польша) рота прорвала вражескую оборону, уничтожила несколько огневых точек, много живой силы и техники противника. Погиб в горящем танке в этом бою.

## Награды
- Звание Героя Советского Союза присвоено 23 сентября 1944 года посмертно.
- Орден Ленина.
- Орден Красного Знамени.
- Орден Отечественной войны 1-й степени.
- Орден Красной Звезды.
- Медаль «За отвагу».

## Память
- Мемориальные доски установлены на здании заводоуправления «Баррикады» в Волгограде и на улице его имени в городе Калач-на-Дону.
- Его именем названа школа в станице Кривомузгинская Калачёвского района.
- Навечно зачислен в списки  первой танковой роты 237-го краснознамённого танкового полка 3-й висленской мотострелковой дивизии
- литература

- Бондаренко А. С., Бородин А. М. и др. Сполохи над Вислой // Герои-Волгоградцы / Вст. А. С. Чуянов. — Волгоград: Нижне-Волжское книжное издательство, 1967. — С. 273--278. — 471 с. — 25 000 экз.